# 歐扎克鎮區 (安德森縣)
歐扎克鎮區（英語：Ozark Township）為位在美國堪薩斯州安德森縣的鎮區。2010年美国人口普查中該鎮區人口有578人。該鎮區於1859年設立。

## 地理
歐扎克鎮區涵蓋面積92.9平方（35.9平方英里），境內擁有一座城鎮：科洛尼。

## 人口統計
根據2010年美國人口普查，歐扎克鎮區人口有578人，人口密度為6.22人/平方公里。種族組成方面，94.81%為白人；1.21%為非裔美洲人；0.17%為美洲原住民；0.17%為亞洲人；0%為太平洋島民；1.21%為來自其他種族；另外有2.42%來自兩個或以上的種族。而西班牙裔美國人或拉丁美洲人等其他族裔佔該鎮區人口的1.38%。

## 外部連結
- US-Counties.com
- City-Data.com （页面存档备份，存于）